# República de Marquetalia
La república de Marquetalia fou el nom donat a Colòmbia a un territori sota control comunista, que mai va pretendre formar un estat independent sinó ser una zona amb una organització independent autogestionaria i socialista dins de Colòmbia. La zona estava situada al sud de Tolima i el nom li hauria donat el mític guerriller Tiro Fijo en record del poble de Marquetalia a Caldas, on es va criar.

## Història
El 1953 els comunistes expulsats de Sumapaz van retirar-se al sud, i van arribar a la regió del sud de Tolima, on s'establí la primera zona alliberada batejada com Marquetalia. La seguiren El Pato, Riochiquitos, Guayabero i Sud-oest de Tolima. Milers de pagesos assetjats pels bandolers s'establiren a les zones alliberades i sorgí una administració civil de signe comunista.
Sorgiren discrepàncies teòriques i alguns grups intentaren establir una estratègia guerrillera ofensiva, però fracassaren el Moviment d'Obrers, Estudiants i Pagesos (MOEC), el Front Unit d'Acció Revolucionària (FUAR) i el Moviment Vichada, i així el Partit Comunista de Colòmbia va imposar la seva estratègia basada en l'autodefensa i l'exemple de les zones alliberades.
En 1956 liberals i conservadors arriben a un acord de repartiment del poder i es creà el Front Nacional. El nou règim inicià els passos per posar fi a l'experiment comunista i qualificà a les zones alliberades de "Repúbliques Independents", expressió hàbilment elegida per acusar als comunistes de separatisme i tocar l'esperit patriòtic del poble.
El 1960 s'articula el Pla Llaç (Plan Lazo) amb ajuda dels Estats Units, el desenvolupament del qual començà el 1962, però va fracassar a Marquetàlia. En 1964 s'inicià la segona ofensiva contra El Pato. Milers de soldats, després d'àrdua lluita, aconseguiran entrar a les regions dominades pels comunistes. El juny de 1964, els combatents fugits a les muntanyes crearen l'anomenat Bloc Sud, que es va establir oficialment el 20 de juliol de 1964 i fou el primer grup guerriller del Partit Comunista a Colòmbia, germen de les Forces Armades Revolucionàries de Colòmbia (FARC). El 5 de maig de 1966, la Segona Conferència del Bloc Sud, oficialitzà la conformació de les Forces Armades Revolucionàries de Colòmbia.
Per descomptat aquestes pseudo repúbliques no van comptar amb bandera. La bandera més utilitzada ja era llavors la nacional colombiana, però també la bandera roja del PCC que aleshores portava un estel groc i la falç i el martell.